# CSI: Dark Motives
CSI: Dark Motives is een computerspel uit 2004, gebaseerd op de televisieserie CSI: Crime Scene Investigation. Het spel werd ontwikkeld door 369 Interactive en uitgebracht door Ubisoft voor de PC in 2004, en door Powerhead Games aangepast voor de Nintendo DS om in 2007 op de markt te verschijnen.
Net als in het vorige spel, CSI: Crime Scene Investigation, en de vervolgen, CSI: Miami en CSI: 3 Dimensions of Murder bestaat Dark Motives uit vijf moordzaken waarvan de vijfde verbonden is met de vorige vier.

## De zaken

### Case 1: "Daredevil Disaster"
Wanneer Ace Dillinger, een professionele stuntman voor World's Wildest Stunts, een ongeluk krijgt met zijn motorfiets gedurende een stuntshow, wordt het CSI team erbij gehaald om de zaak nader te onderzoeken. Als nieuwe rekruut werkt de speler samen met Catherine Willows.

### Case 2: "Prints and Pauper"
Een blijkbaar dakloze man wordt dood gevonden in een verlaten gekkenhuis. De inhoud van zijn maag duidt er echter op dat hij lang niet altijd dakloos is geweest. Partner in deze zaak is Warrick Brown.

### Case 3: "Diggin' It"
In een bouwput voor een nieuw casino worden menselijke botten gevonden. Betreft het hier een oude indianenbegraafplaats, of is er sprake van een misdrijf? De speler werkt samen met Sara Sidle.

### Case 4: "Miss Direction"
Een actrice wordt tijdens de repetitie voor een toneelstuk doodgeschoten en het lijkt erop dat de fatale kogel uit het toneelpistool dat bij het stuk hoort kwam. De speler werkt samen met Nick Stokes aan deze zaak.

### Case 5: "Dragon and Dropping"
Een komodovaraan wordt gestolen uit een circus en later dood aangetroffen met een teen in zijn maag. Bij nader onderzoek blijkt de varaan twee verschillende sporen van menselijk DNA in zijn maag te hebben. Van wie zijn deze DNA codes en wat is de connectie met de diefstal van het dier? De speler werkt samen met Gil Grissom.